# カトレア・ルンディ
カトレア・ルンディ Cattleya lundii (Rchb. f. & Warm.) Van den Berg はラン科の植物の1つ。カトレア類の中ではごく小型のもので、偽鱗茎も葉も棒状となっている。

## 特徴
小柄な着生植物の多年生草本。偽鱗茎は多数がまとまって生じ、狭卵形で長さ3～5cm、ふつうはその先端に2枚の葉をつける。葉は半円柱形で長さ10～15cm程度、幅0.3cm程度で、多肉質で表面には深い溝がある。
開花期は冬～春。花序は葉よりも短い。花は1つの花茎に1-2個をつけて、花の径3cm、萼片側と花弁は共に幅が狭くて線状楕円形をしており、淡い藤色をしている。唇弁は3つに裂け、側裂片は鋭く角張り、中裂片はやや丸く、周辺は縮れ、紫色の筋模様が入る。
種小名は人名による。

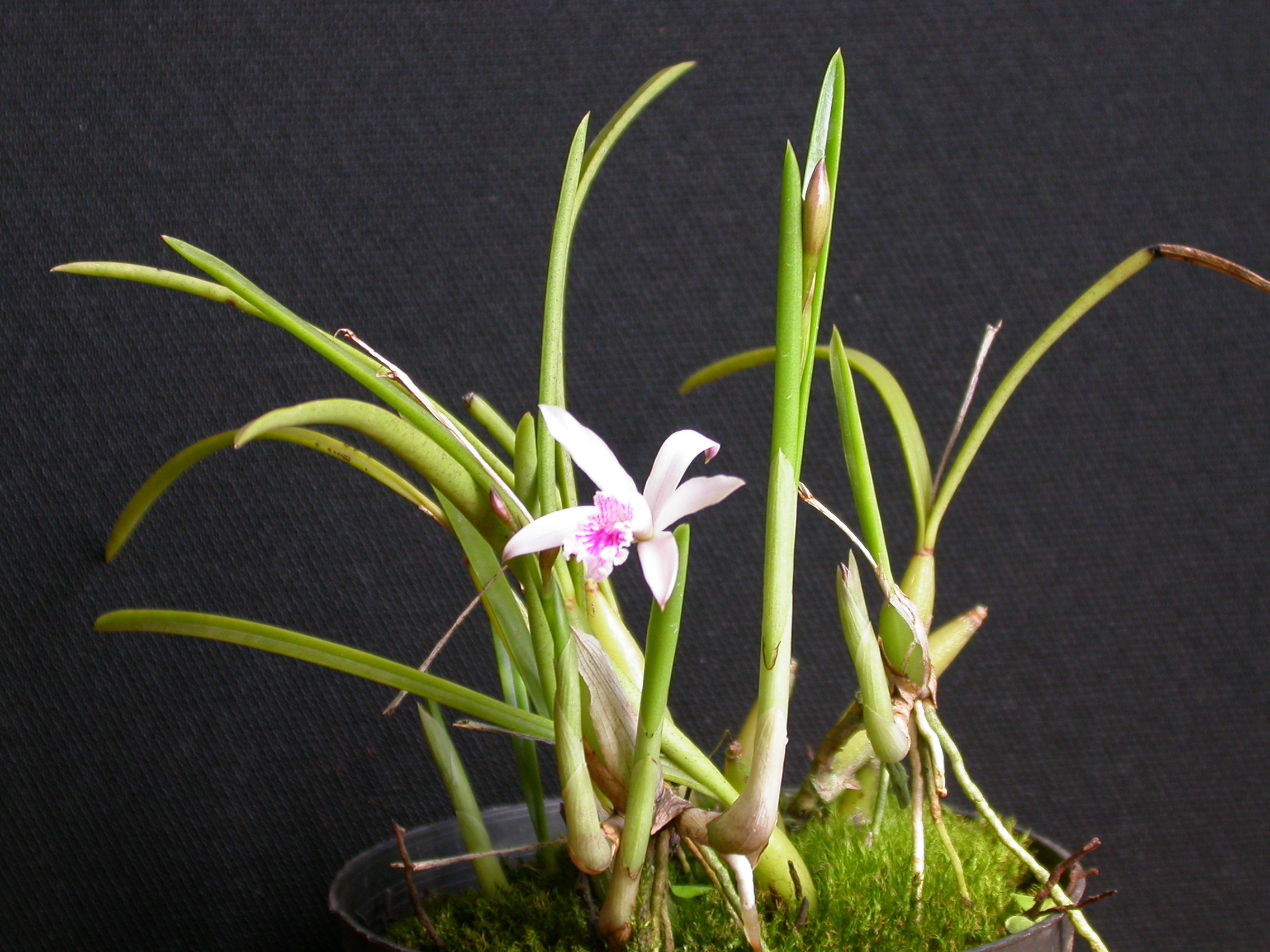
全体の姿
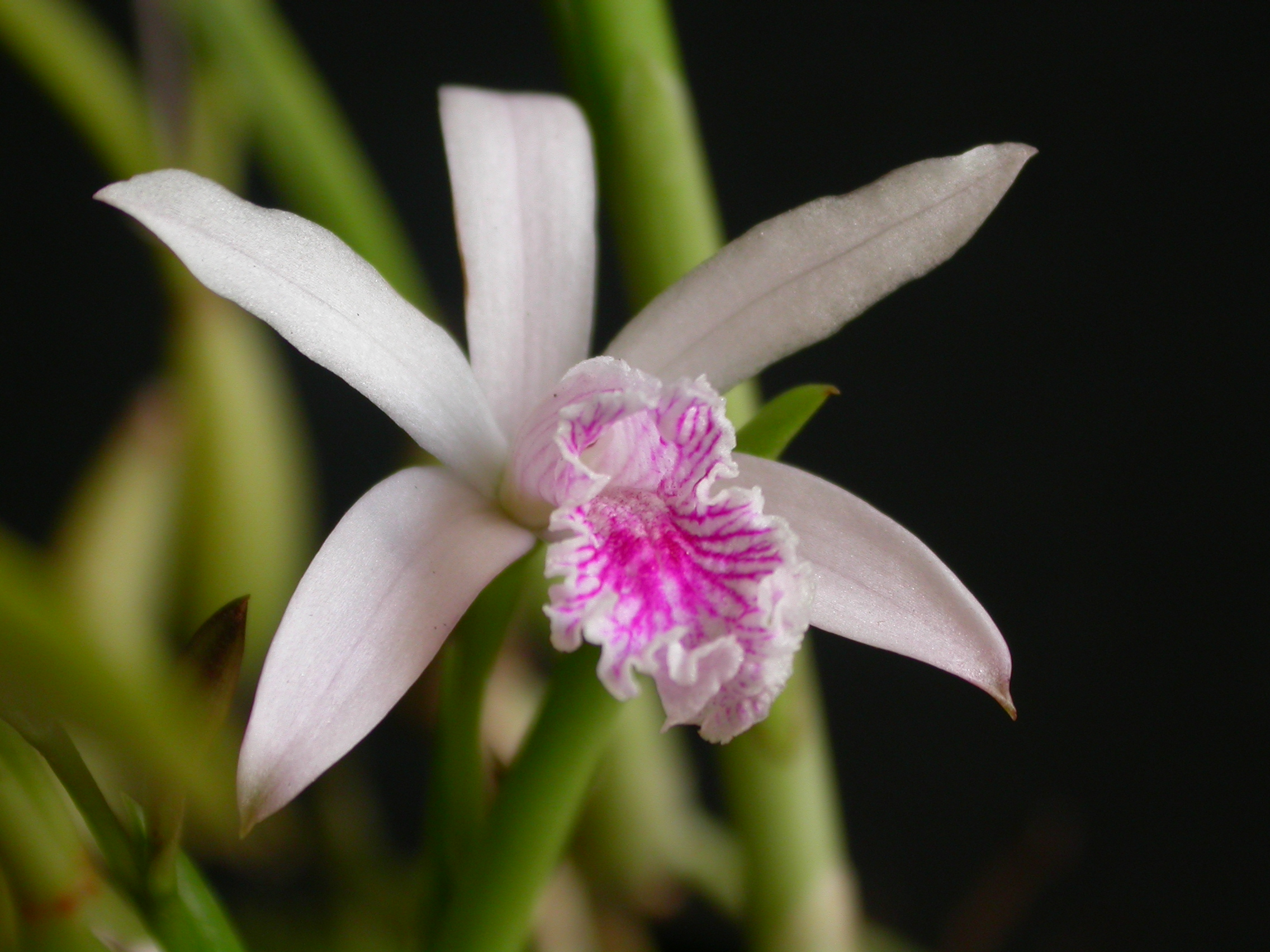
花の拡大像

## 分布と生育環境
ブラジル内陸部を原産地とする。
海抜700～1000mの付近に生育する。

## 分類
かつてはレリア属 Laelia に入れられ、学名は Laelia lundii が用いられ、この名で親しまれてきた。

## 利用
洋ランの1つとして栽培される。一般的な印象のカトレアに比べて全体に小さく、また花はとても小さくて色も形も控えめだが、小型で可愛いとの評があり、ヘゴ板などにつけて多数群がったように作るのに適する。また小型のカトレア、いわゆるミニカトレアの交配親としても用いられている。